# Velvet Goldmine
Velvet Goldmine is een Amerikaanse dramafilm uit 1998 onder regie van Todd Haynes.

## Verhaal
Het is 1971. Glamrock is op een hoogtepunt en de biseksuele glamrockster Brian Slade (Jonathan Rhys-Meyers) is populairder dan ooit. Talloze tieners imiteren zijn stijl en gaan op zoek naar hun eigen seksualiteit. Hij brengt zijn roem echter al gauw eigenhandig tot een einde, wanneer hij zijn eigen dood in scène zet. Als zijn fans erachter komen dat hun idool niet echt vermoord is, valt zijn ster en is hij al gauw vergeten.
1984: De journalist Arthur Stuart (Christian Bale) krijgt de opdracht om een verhaal te schrijven over zijn idool. Hij wordt naar Londen gestuurd met de opdracht te achterhalen wat er precies met Brian Slade gebeurd is. Stuart was in zijn tienerjaren een grote fan van Slade. Vanwege zijn eigen onverwerkte verleden lijkt zijn onderzoek steeds persoonlijker te worden.

## Rolverdeling
| Acteur               | Personage     |
| -------------------- | ------------- |
| Ewan McGregor        | Curt Wild     |
| Jonathan Rhys-Meyers | Brian Slade   |
| Christian Bale       | Arthur Stuart |
| Toni Collette        | Mandy Slade   |
| Eddie Izzard         | Jerry Devine  |
| Janet McTeer         | De vertelster |

## Ontvangst
De film werd genomineerd voor onder meer een Oscar voor beste kostuumontwerp. Velvet Goldmine won vier andere filmprijzen daadwerkelijk, waaronder een BAFTA Award voor beste kostuums en een Independent Spirit Award voor beste cinematografie. Het Parool noemt de film 'een hommage aan de helden van de glamrock, die in de schitterende proloog van de film worden voorgesteld als de decadent-romantische erfgenamen van Oscar Wilde'.